# Orogenia linearifolia
Orogenia linearifolia är en flockblommig växtart som beskrevs av Sereno Watson. Orogenia linearifolia ingår i släktet Orogenia och familjen flockblommiga växter. Inga underarter finns listade i Catalogue of Life.

## Bildgalleri

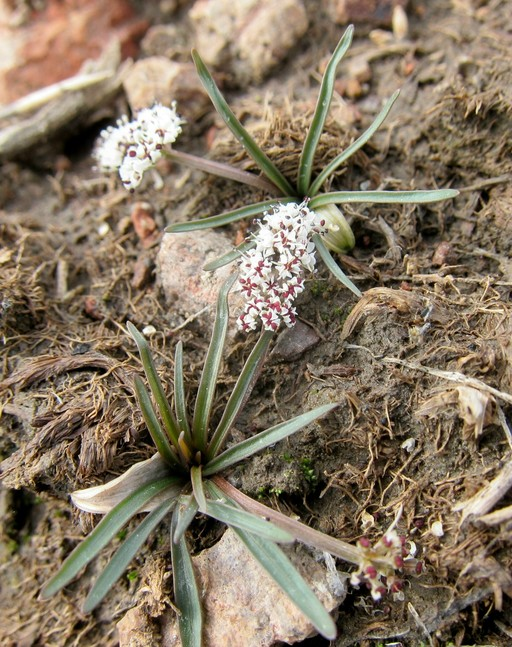
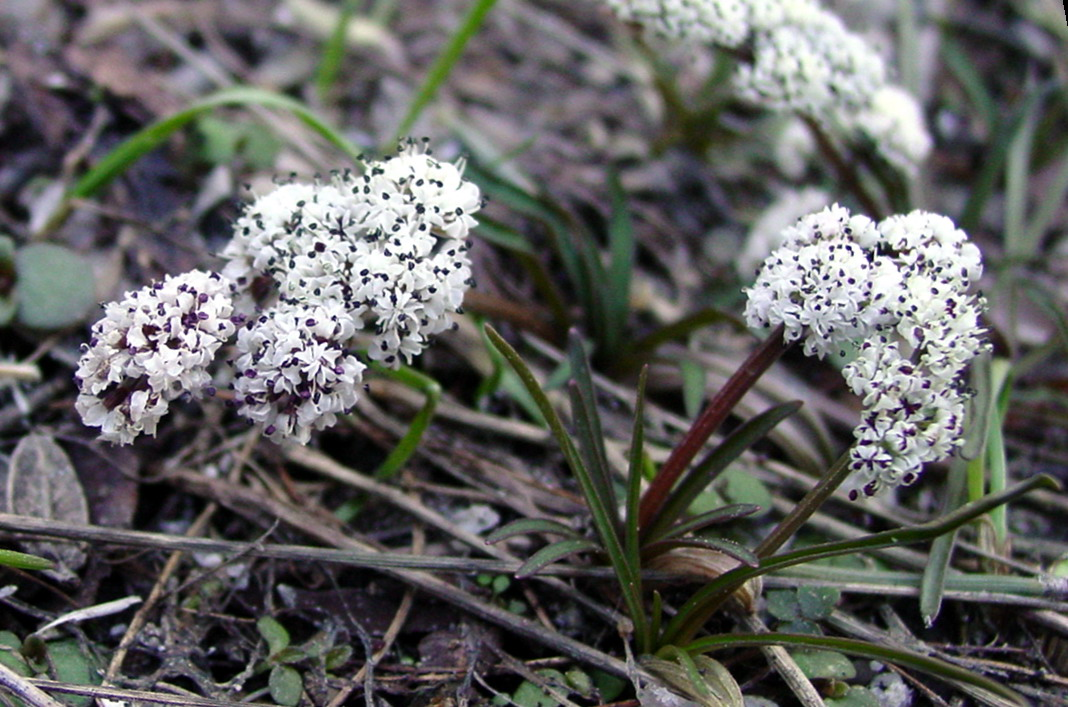